# Tlustoblizník
Tlustoblizník (Paxistima, dříve též Pachistima) je rod rostlin z čeledi jesencovité (Celastraceae).

## Použití
Druhy tlustoblizník Canbyův (Paxistima canbyi) a tlustoblizník americký (Paxistima myrsinites) lze použít jako okrasné rostliny. Mají sbírkový význam.